# Tai Mo Shan

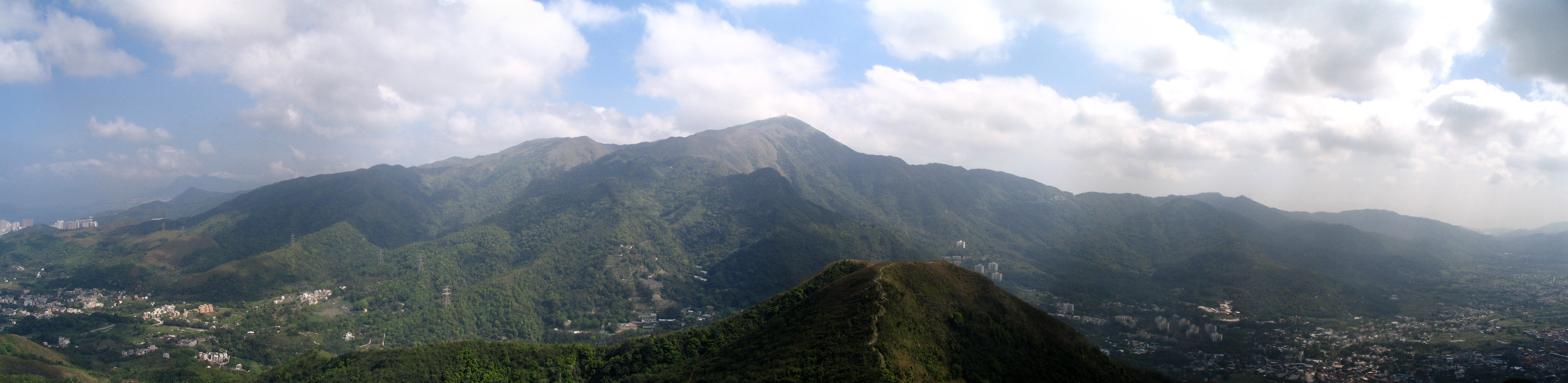
Tai Mo Shan

Tai Mo Shan (kinesiska: 大帽山; pinyin: Dàmào Shān, Stora hattberget) är det högsta berget i Hongkong, beläget i den centrala delen av Nya territorierna. Den kallas också dimmiga berget (kinesiska: 大霧山; pinyin: Dàwù Shān), eftersom det ofta täcks av dimma. Det är ganska lätt att vandra upp till berget, då det finns en väg dit. Det går även bussar uppför berget. Man kan dock inte nå toppen, då det är ett avspärrat område. Att befinna sig i området, fotografera eller skissera är förbjudet. 
Berget är uppbyggt av vulkanisk sten från Juraperoden. Bergarterna består mest av grov aska och tuff. I de nordöstra, västra och södra delarna finns det mest colluvium. Man har planterat skog i den södra delen, och den växer upp till 500 meters höjd. Högre än den gränsen kan den inte växa, på grund av klimatet och geologin. Ovanför den gränsen finns det mest bara gräs och buskar. Förr var bergets gröna te berömt. Det kallades oftast dimte. En del fjärilar och sällsynta arter av ormar finns också där. Det finns också sötvattenskrabbor, pariahundar, vildkatter, oxar och vildsvin. Skogsbränder är det största hotet mot växt och djurlivet.